# 素服
素服（そふく）とは、凶時に際して着用する喪服の一種。本来は飾り気のない凶服の総称であり、染めない素地のままの麻の布などが用いられた。
『続日本紀』には素服に関する記事がいくつか登場し、持統上皇崩御の際は遺詔によって素服・挙哀を止めたこと、元正上皇・聖武上皇崩御の時は素服が実施されたことが記されている。桓武天皇の皇后であった藤原乙牟漏が崩御した際に日本全国に素服・挙哀を命じられて以後恒例となり（ただし、遺詔に従って停止される場合もあった）、桓武天皇崩御時に素服の具体的な様式が整えられた。後一条天皇崩御の時に、親近の特定の人のみが素服を着用するようになり、「素服の人」と称された（『左経記』）。中世に入ると素服の制度も乱れ、中世後期には黒一色の衣装を素服とし、白地のままの素服を「不審」とみなす慣例まで登場した（『和長卿記』明応9年12月11日条）。